# Король Падуб и Король Дуб
Король Падуб (англ. Holly King) и Король Дуб (англ. Oak King) — спекулятивные образы выделяемые современными исследователями европейского фольклора и неоязычниками,  извечные противники, каждому из которых принадлежит половина года: Королю Падубу — тёмная (зимняя), а Королю Дубу — светлая (летняя). Представления об их противостоянии тесно связаны с Колесом Года.  Борьба Короля Дуба и Короля Падуба исследовалась английским поэтом и фольклористом Робертом Грейвсом в его книге «Белая богиня».

## Два короля в творчестве группы Inkubus-Sukkubus
Так как лирика группы Inkubus-Sukkubus тесно связана с викканством, то в их текстах несколько раз встречается упоминания о Королях. В частности, им посвящены песни «Corn King» (альбом Heartbeat Of The Earth, 1995) и «Hail The Holly King» (альбом Vampyre Erotica, 1997).
Первая песня описывает переход к тёмной половине года (праздник Самхейн), во время которого Король Дуб умирает:
It’s that time of year once more and again 

When the green turns golden brown 

And the summer sun shall fade to winter sky 

Old Oak King, it’s time for you to die…
Во втором тексте упоминается торжество Короля Падуба, имеющее место во время праздника зимнего солнцестояния Йоль:
Hark! Hear the children sing 

Glory to the Holly King 

Let the jingle bells all ring 

Hail, hail the Holly King!